# Bucecea
Bucecea (ídix: בוטשעטש) és una ciutat del comtat de Botoșani, a l'oest de Moldàvia, a Romania. Administra dos pobles, Bohoghina i Călinești.
Segons el cens de 2011, té 4274 habitants, mentre que en el cens de 2002 tenia 5128 habitants.
Se situa uns 10 km a l'oest de Botoşani costat de la carretera 29C, prop del riu Siret que marca el límit amb el veí districte de Suceava.

## Referències

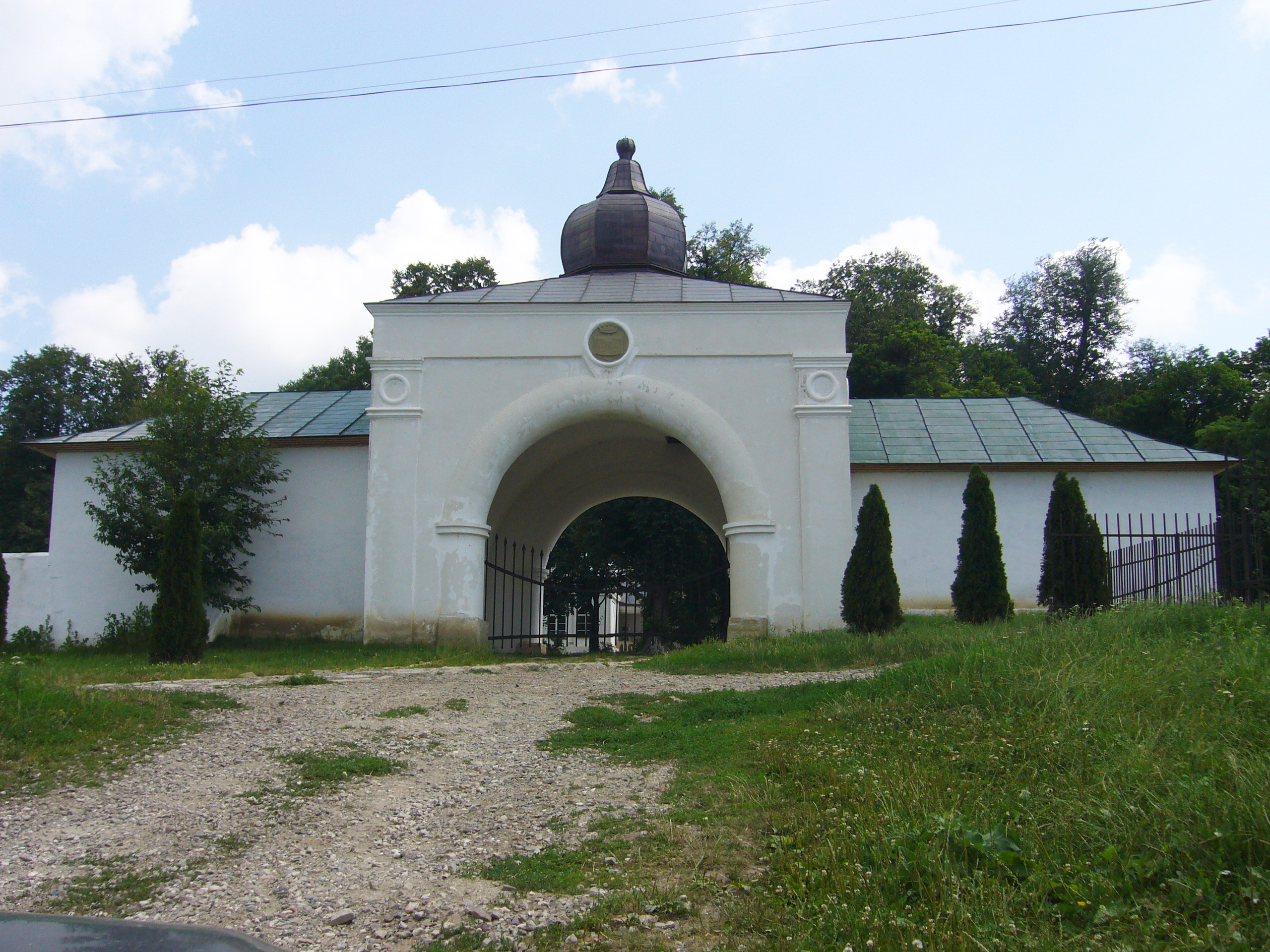
Miclescu Manor a Călinești

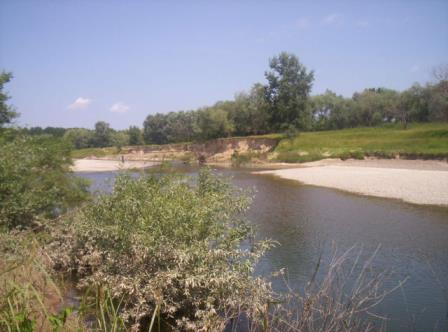
El riu Siret prop de Bucecea